# Карминьяни, Пьетро
Пьетро Карминьяни (итал. Pietro Carmignani; 22 января 1945, Альтопашо, Италия) — итальянский футболист и тренер.

## Карьера
Выступал на позиции вратаря. В Серии А дебютировал в составе «Варезе». В сезоне 1971/72 Карминьяни выступал за «Ювентус» и вместе с ним стал чемпионом страны. Позднее голкипер играл за «Наполи» и «Фиорентину».
Завершив карьеру спортсмена, Карминьяни стал тренером. Долгое время он был помощником у Арриго Сакки в «Милане», мадридском «Атлетико», «Парме» и в сборной Италии. В разные годы Карминьяни четырежды самостоятельно возглавлял «Парму». Под его руководством команда в сезоне 2001/2002 выигрывала Кубок Италии, а через три года дошла до полуфинала Кубка УЕФА.. В нём она по сумме двух матчей уступила московскому ЦСКА (0:0 — дома и 0:3 — на выезде).

## Достижения

### Футболиста
- Чемпион Италии: 1971/72
- Обладатель Кубка Италии: 1975/76
- Чемпион Серии B: 1969/70

### Тренера
- Обладатель Кубка Италии: 2001/02